# Amblypodia lupola
Amblypodia lupola is een vlinder uit de familie van de Lycaenidae. De wetenschappelijke naam van de soort is voor het eerst geldig gepubliceerd door Hewitson.